# Dekani
Dekani este o localitate din comuna Koper, Slovenia, cu o populație de 1.409 locuitori.